# Morton and Hanthorpe
Morton and Hanthorpe – gmina (civil parish) w Anglii, w hrabstwie Lincolnshire, w dystrykcie South Kesteven. Leży 50 km na południe od Lincoln i 145 km na północ od Londynu.